# Kołaczów
Kołaczów (niem. Prauß) – kolonia w Polsce, położona w województwie dolnośląskim, w powiecie dzierżoniowskim, w gminie Dzierżoniów
Miejscowość leży przy drodze wojewódzkiej nr 384. Wchodzi w skład sołectwa Uciechów.
Do 2023 r. miejscowość była przysiółkiem wsi Uciechów.
W latach 1975–1998 przysiółek należał administracyjnie do województwa wałbrzyskiego.

## Zabytki
Do wojewódzkiego rejestru zabytków wpisany jest obiekt:
- Ruina wiatraka z XVIII wieku[6].